# Cyrtodactylus philippinicus
Espèce
Synonymes
- Gonydactylus philippinicus Steindachner, 1867

Statut de conservation UICN

 LC  : Préoccupation mineure
Cyrtodactylus philippinicus est une espèce de geckos de la famille des Gekkonidae.

## Répartition
Cette espèce se rencontre à Bornéo et aux Philippines.

## Publication originale
- Steindachner, 1867 : Reise der österreichischen Fregatte Novara um die Erde in den Jahren 1857, 1858, 1859 unter den Befehlen des Commodore B. von Wüllerstorf-Urbair (1861) - Zoologischer Theil - Erste Band - Reptilien p. 1-98.